# Mierzeń
Mierzeń – wieś w Polsce położona w województwie małopolskim, w powiecie myślenickim, w gminie Raciechowice.

## Części wsi
| SIMC    | Nazwa     | Rodzaj    |
| ------- | --------- | --------- |
| 0332966 | Bielany   | część wsi |
| 0332972 | Brzeziny  | część wsi |
| 0332989 | Burdak    | część wsi |
| 0332995 | Poddębina | część wsi |
| 0333003 | Widoma    | część wsi |

## Historia
Pierwsze wzmianki o miejscowości Mierzeń napotykamy w Liber beneficiorum Jana Długosza, w XV wieku, kiedy działał tam folwark. Około roku 1464 Mierzeń otrzymał w posagu Stanisław Stadnicki „Czech” ożeniony z Barbarą z Topolskich.
Rejestry poborowe z XVI i XVII wieku wymieniają jako właścicieli wsi rodzinę Mierzyńskich. W 1778 roku właścicielem wsi Mierzeń był Michał Stojowski. Przed 1817 rokiem Mierzeń, wraz z okolicznymi wsiami należał do Kacpra Bilińskiego herbu Sas, starosty dobczyckiego, jednego z ostatnich zarządców królewszczyzny. W 1884 roku od wdowy po Kacprze Bilińskim, Mierzeń zakupił Jan Banach, rolnik ze wsi Góra Świętego Jana, który pod koniec XIX i na początku XX wieku założył w pobliżu nowe sady owocowe, co związane było z ogólnym kierunkiem rozwoju rolniczego tego regionu. W 1908 roku nowym właścicielem majątku został syn Jana Banacha i Marii z domu Papież – Jan, ożeniony z Anną Cebulanką z Raciechowic.
W latach 20. XX wieku w Mierzniu zaczęło funkcjonować gospodarstwo rolno-hodowlane. Jednocześnie Jan Banach przebudował zniszczone budynki gospodarcze, zmienił częściowo otoczenie dworu, poszerzył teren sadów.
W 1947 roku kolejnym właścicielem majątku został syn Jana Banacha i Anny – Zbigniew, żołnierz AK o pseudonimie „Buk”, który wraz ze starszym bratem Władysławem, walczył podczas wojny w partyzanckich oddziałach zgrupowania „Murawa”. Po śmierci Zbigniewa Banacha w 1975 roku, gospodarstwo przejęły dzieci: syn Jerzy Banach i córka Jadwiga Serafin.
W roku 1931 Mierzeń zamieszkiwało około 295 osób, a w 1946 roku spisem objęto 266 mieszkańców.

## Współcześnie
Obecnie Mierzeń zamieszkuje ok. 238 mieszkańców, którzy trudnią się głównie sadownictwem. W Mierzniu jest siedziba Polskiego Forum Ludowo Chrześcijańskiego „Ojcowizna” (centroprawicowego stowarzyszenia polskiego ruchu ludowo-narodowego) kierowanego przez posła RP IV i V kadencji Sejmu Leszka Murzyna (mieszkańca Mierznia).

## Turystyka
Przez miejscowość przebiegają specjalistyczne szlaki turystyczne: Szlak architektury drewnianej, należący do „Ekomuzeum Ziemi Raciechowickiej” oraz Szlak owocowy.